# Грета Ганчева
Грета Антонова Ганчева е българска актриса и певица.

## Биография
Грета Ганчева е родена на 15 юли 1943 г. в Червен бряг. Кръстена е на голямата актриса Грета Гарбо. Музиката я увлича и веднага след завършване на гимназията започва да учи пеене при Евгени Комаров. Едновременно с това тя следва във ВИТИЗ през 1966 г.
Снима се е във „Войната на таралежите“ (1979), „Изпити по никое време“ (1974), „Синята лампа“ (1974), „Деца играят вън“ (1973) и други филми.
През 2007 г. пише книгата „Моята любов Емил“, посветена на Емил Димитров, като към книгата има компактдиск.
През 2020 г. получава руско гражданство за солидни заслуги в отношенията между България и Русия.

### Музикална кариера
През 1961 г. пее за пръв път в зала „България“. За първи път Грета Ганчева проявява своите качества на поп певица на втория републикански фестивал на ЦК на Комсомола, като получава златен медал и става лауреат на фестивала с песните „Хавана гили“ и „Софийска вечер“. Гостува два пъти в Съветския съюз и има голям успех с песните на Йосиф Цанков и Емил Димитров. Популярна я прави култовият шлагер „Тумбалалайка“, реализиран с орк. "Балкантон" с дир. Димитър Ганев. Участничка в IX световен фестивал на младежта и студентите през 1968 г. в София и ХIX световен фестивал на младежта и студентите в Москва и Сочи. Пяла е два пъти в престижната зала на храма „Христос Спасител“ в Москва със сборен хор от 1000 деца. Репертоарът ѝ е разнообразен: българска и руска музика, но има песен за Владимир Путин и дуетен албум с Иво Карамански.

## Личен живот
Известна е като първата жена на Емил Димитров, но техният брак е кратък – две години. Била е омъжена и за актьора Васил Бъчваров. Има връзка с  Рангел Вълчанов без да сключва брак, от него има дъщеря – Мила Кудрина, която е омъжена в Москва и има син Владимир (р. 2012 г.). Мила Кудрина е дългогодишен кореспондент на bTV , а след това на националните ежедневници „Телеграф“ и „Монитор“ .

## Дискография[2]
| Година | Албум                                                   | Вид     | Издател                                   | Каталожен номер           |
| ------ | ------------------------------------------------------- | ------- | ----------------------------------------- | ------------------------- |
| 1966   | „Балалайка“                                             | SP      | Балкантон                                 | ВТВ 10128                 |
| 1966   | „Някой от вас“/ „Балалайка“                             | SP      | Балкантон                                 | ВТК 2796                  |
| 1966   | „Естрадни песни пее Грета Ганчева“                      | SP      | Балкантон                                 | ВТК 2809                  |
| 1977   | „Сила“ – музикално-поетичен спектакъл                   | LP      | Балкантон                                 | ВТА 1507                  |
| 1978   | „Светлините пред нас ги запалихте вие“                  | LP      | Балкантон                                 | ВТА 10187                 |
| 1989   | „Песни завинаги“                                        | LP      | Балкантон                                 | ВТА 12542                 |
| 1991   | „Поздрав от Грета Ганчева“                              | LP      | Балкантон                                 | ВТА 12721                 |
| 1994   | „Заблеяло ми агънце“ – дуетна касета с Емилия Гергинова | MC      | Riva Sound                                |                           |
| 1996   | „Иво Карамански и Грета Ганчева“                        | MC и CD | Балкантон                                 | MC: ВТМС 7789; CD: 070185 |
| 2002   | „България – Русия. Песни – посвещения“                  | CD      | UBP International Ltd.                    |                           |
| 2007   | „Балалайка“                                             | CD      | Ню медиа груп                             |                           |
| 2009   | „Заедно завинаги“                                       | CD      | Фондация „Устойчиво развитие за България“ |                           |
| 2011   | „Священная победа“                                      | CD      | СОК „Камчия“                              |                           |

### Други песни
- 1966 – „Вън вали“ – б. т. Г. Ганчева, съпр. орк. „Балкантон“, диригент: Димитър Ганев – от малка плоча със забавна музика (Балкантон – ВТМ 5860)[17]
- 1966 – „Какво съм без теб“ – Модуньо, б. т. Димитър Ценов, съпр. орк. „София“, диригент: Л. Георгиев – от малка плоча със забавна музика (Балкантон – ВТМ 5860)[17]
- 1966 – „Балалайка“ – Модуньо, б. т. Г. Ганчева и Ем. Димитров, съпр. орк. „Балкантон“, диригент: Димитър Ганев – от малка плоча със забавна музика (Балкантон – ВТМ 5860)[17]
- 1967 – „Малка съм“ – м. Александър Йосифов, т. Грета Ганчева, съпровожда оркестър „Балкантон“, диригент: Димитър Ганев – от малка плоча със забавна музика (Балкантон – ВТМ 5946)[18]
- 1974 – „Като птиците“ – м. Александър Йосифов, т. Димитър Точев, ар. Развигор Попов, съпровожда вокална група и оркестър „Стакато“, диригент: Развигор Попов – от плочата „С песен на път“ (Балкантон – ВТА 2169)[19]
- 1974 – „На път“ – м. Александър Йосифов, т. Димитър Точев, ар. Развигор Попов, съпровожда оркестър „Стакато“, диригент: Развигор Попов – от плочата „Песни за транспорта“ (Балкантон – ВТА 1660)[20]
- 1977 – „Габровски шеги“, дует с Тодор Колев – м. Йордан Чубриков, т. Д. Точев, ар. Д. Бояджиев, съпр. ЕОКТР, диригент: Вили Казасян – от малка плоча „Песни за Габрово“ (Балкантон – ВТК 3370)[21]
- 1980 – „Олимпиецът Миша“ – м. Атанас Бояджиев, т. Д. Бъчваров – от плочата „Москва '80. Поздрав от България“ (Балкантон – ВТА 10556)[22]
- 1980 – „Повярвайте в нас“ – м. Атанас Бояджиев, т. Евгения Гешева – от плочата „Москва '80. Поздрав от България“ (Балкантон – ВТА 10556)[22]
- 1980 – „Лети на вятъра с крилата“ – м. Грета Ганчева, т. Евгения Гешева – от плочата „Москва '80. Поздрав от България“ (Балкантон – ВТА 10556)[22]
- 1980 – „Ех, любов, любов...“ – м. Атанас Бояджиев, т. Д. Бъчваров – от плочата „Москва '80. Поздрав от България“ (Балкантон – ВТА 10556)[22]
- 1980 – „Щангисти“ – м. Атанас Бояджиев, т. Евгения Гешева – от плочата „Москва '80. Поздрав от България“ (Балкантон – ВТА 10556)[22]
- 1980 – „Олимпийски дни и нощи“ – м. Атанас Бояджиев, т. Д. Бъчваров – от плочата „Москва '80. Поздрав от България“ (Балкантон – ВТА 10556)[22]
- 1980 – „Олимп е връх във висините“ – м. Атанас Бояджиев, т. Д. Бъчваров – от плочата „Москва '80. Поздрав от България“ (Балкантон – ВТА 10556)[22]
- 1980 – „Олимпийска дружба“ – м. Атанас Бояджиев, т. Д. Бъчваров – от плочата „Москва '80. Поздрав от България“ (Балкантон – ВТА 10556)[22]
- 1981 – „Веселая габровская песня“, дует с Тодор Колев – м. Йордан Чубриков, т. Иван Младенов – от малка плоча с Васил Найденов (Балкантон – ВТК 3602)[23]
- 1983 – „Априлски порив“ – м. Атанас Бояджиев, т. Матей Шопкин – от плочата „Ален мак '83“ (Балкантон – ВТА 11104)[24]
- 1989 – „Габровец на път“, дует с Тодор Колев – м. Йордан Чубриков, т. Иван Младенов, ар. Димитър Бояджиев – от плочата „50 години обувно производство – Габрово. Обувен завод „Сърп и чук““ (Балкантон – ВТА 12361)[25]
- 2005 – „Звезда“

## Телевизионен театър
- 1973 – „Не подлежи на обжалване“ (Лозан Стрелков)
- 1974 – „Тойфеловата кула“ (Богомил Герасимов)

## Филмография
- „Ваканцията на Лили“ (2007), 6 серии – Ванева
- „Златната река“ (1983)
- „Войната на таралежите“ (5-сер. тв, 1978) – Милчева, майката на Юлия
- „Изпити по никое време“ (1974)
- „Синята лампа“ (10-сер. тв, 1974) – (в IV серия – „Краят на филма“)
- „Деца играят вън“ (тв, 1973)
- „Шведските крале“ (1968)
- „Един снимачен ден“ (тв, 1968) – една от любопитните